# Jorge Jesús Cardona
Jorge Jesús Cardona Leal (Puerto Cortés, Cortés, 6 de marzo de 1991) es un futbolista hondureño. Juega como volante y actualmente milita en el Club Deportivo Real Sociedad de la Liga Nacional de Honduras.

## Dopaje
En enero de 2014 dio positivo por marihuana en pruebas antidopaje, lo cual ocasionó una sanción de 2 años. Sin embargo, este escarmiento se le redujo a un año.

## Clubes
| Club              | País     | Año             |
| ----------------- | -------- | --------------- |
| Platense          | Honduras | 2010 - 2019     |
| Honduras Progreso | Honduras | 2019 - 2020     |
| Olancho           | Honduras | 2020 - 2021     |
| Platense          | Honduras | 2021 - 2023     |
| Real Sociedad     | Honduras | 2023 - Presente |

- Datos: Q16582119